# سوفي بيسونت
سوفي بيسونت هي كاتبة سيناريو ومخرجة كندية، ولدت في 18 سبتمبر 1956 في مونتريال في كندا.

## وصلات خارجية
- سوفي بيسونت على موقع IMDb (الإنجليزية)
- سوفي بيسونت على موقع أول موفي (الإنجليزية)
- سوفي بيسونت على موقع كينوبويسك (الروسية)